# Dyomyx megalops
Dyomyx megalops là một loài bướm đêm trong họ Noctuidae.